# Lobogeniates apicalis
Lobogeniates apicalis är en skalbaggsart som beskrevs av Ohaus 1931. Lobogeniates apicalis ingår i släktet Lobogeniates och familjen Rutelidae. Inga underarter finns listade i Catalogue of Life.